# Hispellinus albertisii
Hispellinus albertisii là một loài bọ cánh cứng trong họ Chrysomelidae. Loài này được Gestro miêu tả khoa học năm 1897.